# Invision Power Board
Invision Power Board, IPB, är ett internetforumprogram av Invision Power Services (IPS). Det är skrivet i PHP och använder MySQL som databas.
IPB skrev ursprungligen av Matt Mecham och Charles Warner 2002 och var gratis att ladda ner och använda. Sedan 2004 är programmet dock ett betalprogram.